# Het (lettre)
Pour les articles homonymes, voir Het.
Cette page contient des caractères spéciaux ou non latins. S’ils s’affichent mal (▯, ?, etc.), consultez la page d’aide Unicode.
| Phénicien | Hébreu | Hébreu | Cursive |
| --------- | ------ | ------ | ------- |
| Heth.     | ח      | ח      |         |

Het ou Heth (ח prononcée [ħ]) est la huitième lettre de l’alphabet hébreu. Elle trouve son origine dans une lettre de l’alphabet phénicien de laquelle découlent le êta (Η, η) de l’alphabet grec, le H de l’alphabet latin et le И de l’alphabet cyrillique. Heth, comme toutes les lettres phéniciennes, était une consonne. Cependant, les dérivés indo-européens qui en sont issus  représentent une voyelle.

Le caractère protosinaïtique originel représente une barrière. Le mot hébreu חת signifie crainte.
Sa valeur numérique est 8.
Le caractère Unicode de ח est 05D7.